# زنامنکا (شهرستان کویورگازینسکی، باشقیرستان)
زنامنکا (انگلیسی: Znamenka, Kuyurgazinsky District, Republic of Bashkortostan) یک شهرک در شهرستان کویورگازینسکی جمهوری باشقیرستان در کشور روسیه است.